# 皮頓島
66°47′S 141°36′E / 66.783°S 141.600°E
皮頓島（Piton Island），是南極洲的島嶼，位於阿黛利地，屬於寇松群島的一部分，在1951年由法國探險隊繪入地圖和命名，現時由南極條約體系管理。